# Fotoplastikon w Łodzi
Fotoplastikon Łódzki – fotoplastikon znajdujący się w Muzeum Kinematografii przy placu Zwycięstwa 1 w Łodzi.
Fotoplastikon znajdujący się w Łodzi – zbudowany około 1900 roku – jest jedyną oryginalną, skonstruowaną przez Augusta Fuhrmanna Panoramą Cesarską (Kaiser-Panoramą) w Polsce, a według Towarzystwa Fuhrmannowskiego – jedną z sześciu zachowanych na świecie.

## Historia

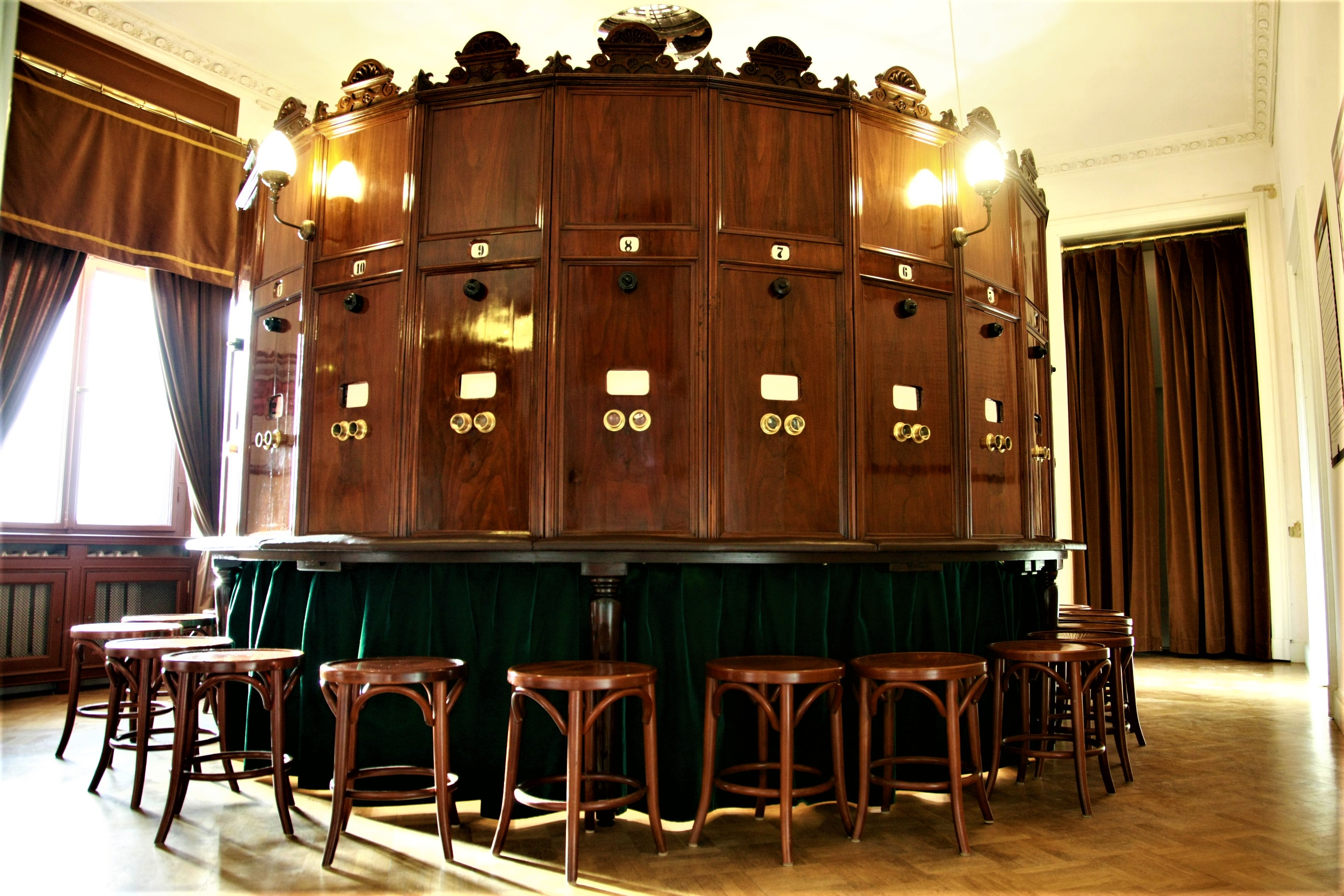
Fotoplastikon (Cesarska Panorama, Kaiser-Panorama), A. Fuhrmann, ok. 1900, Muzeum Kinematografii w Łodzi

Na początku XX wieku każde duże miasto posiadało fotoplastikon. Łódzka Cesarska Panorama, którą można oglądać w Muzeum Kinematografii w Łodzi, została przywieziona z Kielc – wcześniej służyła kielczanom pokazując stereoskopowe zdjęcia przy ul. Henryka Sienkiewicza 45 na terenie prywatnej posesji. W 1976 roku przekazana została do działającego przy ówczesnym Muzeum Historii Miasta Łodzi Działu Kultury Filmowej. W 1981 roku została wykorzystana jako scenografia w dwóch filmach: debiucie fabularnym Juliusza Machulskiego Vabank oraz filmie Wojciecha Fiwka Czerwone węże.
W 1986 roku łódzki fotoplastikon został przeniesiony do powstającego w pałacu łódzkiego fabrykanta Karola Wilhelma Scheiblera, Muzeum Kinematografii. Fotoplastikon jest perłą muzealnej kolekcji, która liczy prawie 50 tysięcy eksponatów.
Jesienią 2017 roku łódzki fotoplastikon trafił do renowacji. Rekonstrukcji zabytku dokonała łódzka firma „Renowa K.B.” Renowacja i Pielęgnacja Obiektów Dziedzictwa Historycznego Karol Brzeziński. 6 grudnia 2017 roku w Muzeum Kinematografii nastąpiło uroczyste otwarcie odrestaurowanego zabytku. Przesuwające się w fotoplastikonie trójwymiarowe obrazy może jednocześnie (bez przesiadania się) oglądać 25 osób.